# Macrocydia
Macrocydia là một chi bướm đêm thuộc họ Tortricidae.

## Các loài
- Macrocydia divergens Brown & Baixeras, 2006